# Einer war zuviel
Einer war zuviel (Originaltitel: Atto di accusa, Alternativtitel: Anklageschrift) ist ein italienischer Film von Giacomo Gentilomo aus dem Jahr 1950.

## Handlung
Renato kommt nach langen Jahren aus sowjetischer Kriegsgefangenschaft nach Rom zurück und muss feststellen, dass seine einstige Geliebte Irene inzwischen mit seinem ehemaligen Juraprofessor, dem Staranwalt Massimo Ruska verheiratet ist. Renato und Irene treffen sich heimlich in der Wohnung bei einer Schneiderin und stellen fest, dass sie sich noch immer lieben. Der eifersüchtige Anwalt Ruska ist seiner Frau gefolgt und tötet bei einem Handgemenge versehentlich die Schneiderin, als er an ihr vorbei in das Zimmer eindringen will, in dem sich die Liebenden kurz getroffen hatten. Ruska schleicht sich heimlich aus dem Haus. Auch Renato verlässt das Haus, wird aber von einer Nachbarin gesehen.
Während die Polizei nach einem jungen Mann als dem Mörder sucht, versucht Ruska seiner Frau Irene einzureden, dass Renato der Mörder ist. Diese will das jedoch nicht wahrhaben. Heimlich trifft sie sich immer wieder mit Renato. Als Irene sich von ihrem Mann trennen will, schmiedet dieser einen hinterhältigen Plan. Er erpresst Renato und will ihn in damit in eine Falle locken. Aus diesem Grund ermordet er die Nachbarin, die Renato im Treppenhaus gesehen hatte, unter einer Brücke. Diesen Mord will er Renato in die Schuhe schieben. Renato ist verzweifelt und stellt sich der Polizei. Als seinen Anwalt wählt er sich Ruska.
Im Laufe der Ermittlungen kommen dem Kommissar Zweifel an der Schuld Renatos. In einem langen Gespräch mit seinem Verteidiger deutet Renato an, dass er weiß, dass er, Ruska, der Mörder ist. Auch der Kommissar entdeckt bei seinen Nachforschungen Spuren, die auf Ruska als den Täter hinweisen. Ruska fühlt sich in die Enge getrieben und will seine Frau Irene ebenfalls ermorden, tötet dann aber sich selbst, als der Kommissar ihn festnehmen will. Renato wird aus dem Gefängnis entlassen und von Irene mit dem Wagen abgeholt. Sie fallen sich in die Arme.

## Hintergrund
Marcello Mastroianni spielt in diesem Film eine seiner ersten Hauptrollen.
Die Uraufführung von Einer war zuviel fand am 4. November in Italien statt. Ab dem 13. Juni 1952 wurde der Film in den deutschen Kinos gezeigt.

## Kritik
- „Kolportagehafter Kriminalfilm des ehemaligen Regieassistenten von Luis Trenker (‚Condottieri‘). (Fernsehtitel: ‚Anklageschrift‘)“ Lexikon des internationalen Films[1]

- „Ein spannender Kriminalfilm in bester Hitchcock-Manier, zeigt Marcello Mastroianni als unschuldig Verfolgten.“ ARD[2]